# رودلف شتال
رودلف شتال (بالألمانية: Rudolf Stahl)‏ (11 فبراير 1912 في ألمانيا - 7 يونيو 1984) هو لاعب كرة يد ألماني. شارك في الألعاب الأولمبية الصيفية 1936.

## وصلات خارجية
- رودلف شتال على موقع أوليمبيديا (الإنجليزية)